# Hopae

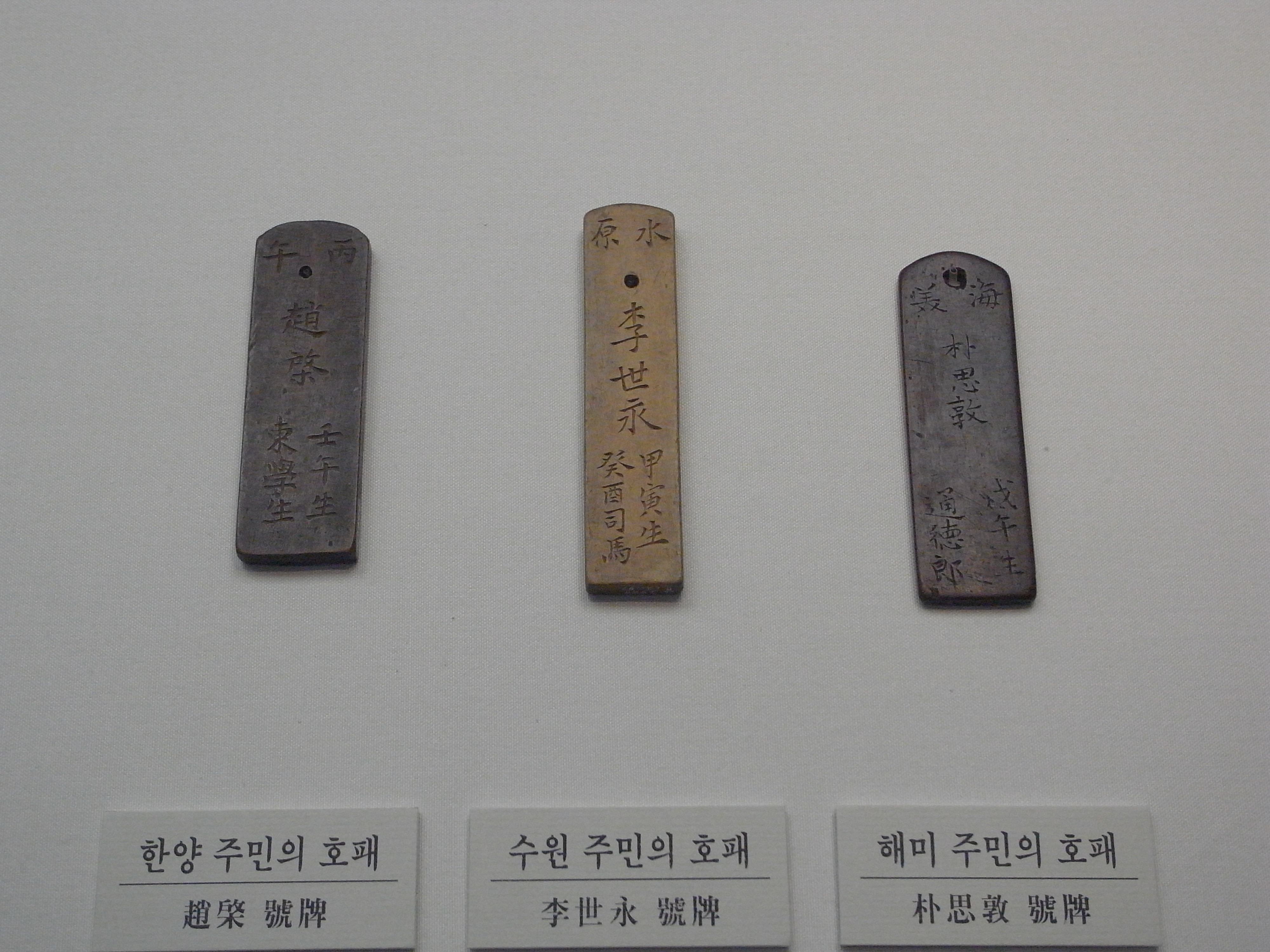
Hopae de différents types.

Les Hopae (hangeul : 호패 ; hanja : 號牌 ou 戶牌 ; MR : Hop'ae) sont des documents d'identité instaurées dans la Corée des Joseon en 1413. Obligatoires, ils permettent de contrôler plus efficacement la population. De fabriques différentes en fonction des classes sociales, elles permettent de réguler la collecte des impôts et d'autres obligations. 